# Športaš godine Grada Tuzle
Športaš godine Grada Tuzle je športska nagrada najboljem športašu, športašici ili športskom sastavu s područja Grada Tuzle:
- 1960.: Fuad Hajrović, nogomet;
- 1961.: Faruk Prcić, atletika;
- 1962.: Ivan Mustapić, atletika;
- 1963.: Ivan Mustapić, atletika;
- 1964.: Milan Babić, atletika;
- 1965.: Milan Babić, atletika;
- 1966.: Đuro Koncul, košarka;
- 1967.: Fahrudin Avdičevič, nogomet;
- 1968.: Hanifa Đulović, rukomet;
- 1969.: Rizah Mešković, nogomet;
- 1970.: Hanifa Đulović, rukomet;
- 1971.: Mirza Delibašić, košarka;
- 1972.: Nađa Avdibašić, atletika;
- 1973.: Nađa Avdibašić, atletika;
- 1974.: Vinko Galušić, atletika;
- 1975.: Vinko Galušić, atletika;
- 1976.: Mustafa Hukić, nogomet;
- 1977.: Zoran Petković, tenis;
- 1978.: Nađa Avdibašić, atletika;
- 1979.: Nađa Avdibašić, atletika;
- 1980.: Naida Hot, košarka;
- 1981.: Bratislav Mitrović, košarka;
- 1982.: Ernes Husarić, tenis;
- 1983.: Marica Mršić, atletika;
- 1984.: Naida Hot, košarka;
- 1985.: Razija Mujanović, košarka;
- 1986.: Bratislav Mitrović, košarka;
- 1987.: Kada Delić, atletika;
- 1988.: Mićo Cvjetković, atletika;
- 1989.: Kada Delić, atletika;
- 1990.: Mara Lakić, košarka;
- 1991.: Mara Lakić, košarka;
- 1992.: Proglašeno ravnopravno 15 najboljih iz devet športskih grana : Rasema Abdurahmanović, Milena Jovanović (rukomet), Nermin Smajić, Vladimir Ivanek, Edin Hadžić (stolni tenis), Tima Džebo (košarka), Jasminko Kovčić, Mile Mijačinović (rukomet), Senad Muminović (košarka), Kada Delić, Jasna Fočak, Zlatan Saračević (atletika), Denis Sadiković, Mirsad Tursić (nogomet), Ninela Jukić (streljaštvo);
- 1993.: Izbor 15 najboljih iz 10 športskih grana: Jasmila Arnautović (rukomet), Enes Babajić i Fadil Huskić (boks), Maja Bosankić (plivanje), Kada Delić i Dasmir Kalajevac (atletika), Ekrem Hasanbašić (karate), Perica Ivanek (stolni tenis), Almir Jogunčić (tenis), Jasminko Kovčić (rukomet), Rade Milovanović (šah), Senad Muminović i Tima Džebo (košarka), Milenko Perkić (hrvanje), Dževad Salkić (streljaštvo);
- 1994.: Jasmin Porobić, karate;
- 1995.: Vanja Bosankić, plivanje;
- 1996.: Sejdina Omerović, karate;
- 1997.: Sejdina Omerović, karate;
- 1998.: Semir Mehić, karate;
- 1999.: Semir Mehić, karate;
- 2000.: Salko Zildžić, kik boks;
- 2001.: Merima Softić, karate;
- 2002.: Merima Softić, karate;
- 2003.: Lejla Ferhatbegović, karate;
- 2004.: Salko Zildžić, kik boks;
- 2005.: Salko Zildžić, kik boks;
- 2006.: Mirsada Suljkanović, karate;
- 2007.: Elmedin Kikanović, košarka;
- 2008.: Nedim Nišić, plivanje;
- 2009.: Mirsada Suljkanović, karate;
- 2010.: Merima Softić, karate;
- 2011.: Igor Emkić, kik boks;
- 2012.: Andrej Simić, plivanje;
- 2013.: Rahima Zukić, atletika;
- 2014.: Paša Malagić, boks[2]
- 2015.: Emir Čerkezović, košarka[3]
- 2016.: Rusmir Malkočević, atletika[4]
- 2017.: